# Carl Bildt (1949)
Nils Daniel Carl Bildt (Halmstad, 15 juli 1949) is een Zweedse politicus en diplomaat. Tussen 1991 en 1994 was hij premier van Zweden. Bildt is lid van de liberaal-conservatieve Moderata samlingspartiet, waarvan hij tussen 1986 en 1999 de partijleider was. Internationaal is hij bekend als bemiddelaar in de Balkanconflicten in de jaren 1990. Van 2006 tot 2014 was hij minister van Buitenlandse Zaken in het kabinet van zijn partijgenoot Fredrik Reinfeldt.

## Afkomst, familie en opleiding
Carl Bildt wordt in 1949 geboren in Halmstad (Halland) in een oude Scandinavische adellijke familie. Zijn voorvader Gillis Bildt was al eerste minister van Zweden aan het einde van de 19de eeuw. Andere leden van de familie vervulden al vanaf de 16de eeuw belangrijke politiek functies, vooral in Noorwegen. Bildt huwt drie maal, onder meer met de dochter van de voormalige leider van de Moderaterna Gösta Bohman. Uit zijn verschillende huwelijken heeft Bildt drie kinderen.
Carl Bildt studeerde aan de Universiteit van Stockholm, maar voltooide zijn opleiding niet.

## Een carrière binnen de conservatieve partij
In 1976 treedt Bildt in dienst van de conservatieve Moderata samlingspartiet. Op dat moment is de partij een van Zwedens belangrijkste oppositiepartijen en maakt ze deel uit van de centrumrechtse regering van Thorbjörn Fälldin. Drie jaar later, in 1979, wordt Bildt verkozen als parlementslid. In de Riksdag bekwaamt hij zich vooral in buitenlandse aangelegenheden.
In 1986 wordt Bildt leider van zijn partij. Wanneer bij de verkiezingen van 1991 de linkse regering van Ingvar Carlsson niet langer over een meerderheid beschikt, vormen vier centrumrechtse partijen (de Moderaterna, de Centerpartiet, de Folkpartiet en de Kristdemokratiska Samhällspartiet) een regering. Ook deze coalitie beschikt niet over een parlementaire meerderheid, maar kan rekenen op de steun van de populistische Ny Demokrati die zich bij de vertrouwensstemming onthoudt. Bildt wordt de nieuwe premier en vervolledigt in deze functie de toetreding tot de Europese Unie, die al door de sociaaldemocratische regering is ingezet. Zijn regering liberaliseert de Zweedse economie en privatiseert staatsbedrijven (onder meer de telecommunicatie) en delen van het gezondheidsbeleid. Ondanks een lichte winst voor zijn partij in 1994, kunnen de Socialdemokraterna opnieuw aan de macht komen. Carl Bildt blijft nog tot 1999 aan als leider van de Moderaterna.

## Van Zweden naar de Balkan en terug
Na het beëindigen van zijn ambt als eerste minister, treedt Bildt op als onderhandelaar in de Balkanconflicten. Eerst werkt hij als hoge gezant in opdracht van de Europese Unie, later in opdracht van de Verenigde Naties.
In 2006 komt centrumrechts opnieuw aan de macht in Zweden. De vier partijen van de Allians för Sverige gaan een regering vormen onder leiding van de leider van de Moderata samlingspartiet, Fredrik Reinfeldt. In dit kabinet neemt Carl Bildt de functie van minister van Buitenlandse Zaken op. Na de stembusslag van 2010 houdt Reinfeldts kabinet stand. Bildt blijft aan als buitenlandminister tot 3 oktober 2014, wanneer een nieuw kabinet met een andere politieke signatuur aantreedt.